# OC CFe 4/4 12–13
Die CFe 4/4 12 und 13, später BDe 4/4 12 und 13, sind vierachsige, elektrische und normalspurige Personen- und Gepäcktriebwagen der Orbe–Chavornay-Bahn (OC), französisch Chemin de fer Orbe–Chavornay (OC). Erbaut wurden die Fahrzeuge von der Schweizerischen Wagons-Fabrik in Schlieren (SWS), wobei die elektrische Ausrüstung von der Maschinenfabrik Oerlikon (MFO) stammt. Der Triebwagen 13 blieb betriebsfähig erhalten. 2017 übernahm ihn der Eisenbahnverein Märkische Schweiz und setzt ihn seither auf der Buckower Kleinbahn, einer Museumsbahn in Brandenburg, ein.

## Geschichte

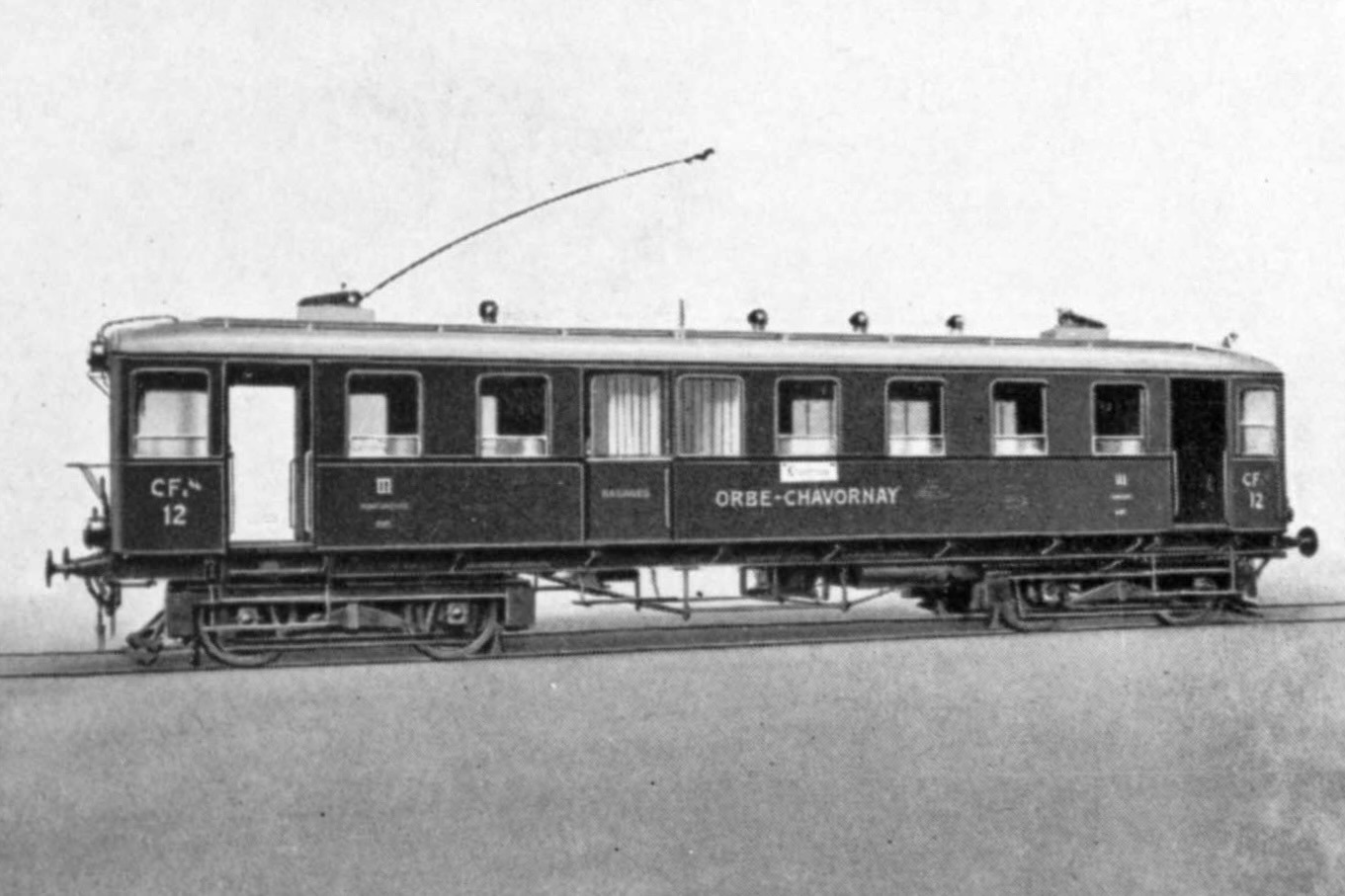
Werkbild des CFe 4/4 12, 1915

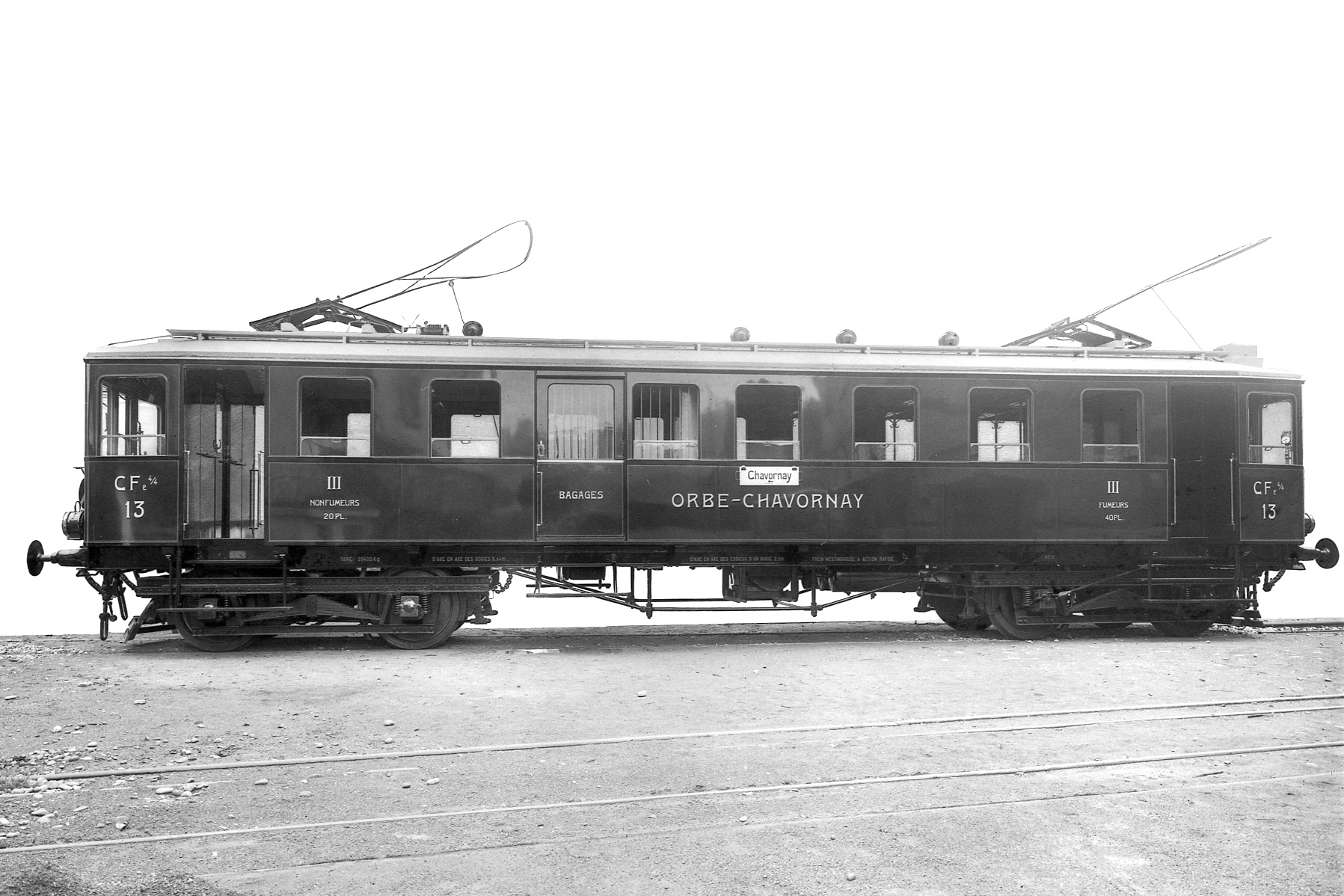
Werkbild des CFe 4/4 13, 1920

Der 1915 abgelieferte CFe 4/4 12 hatte ursprünglich zwei Trolleystromabnehmer. 1920 wurden diese beim CFe 4/4 12 durch zwei Lyrabügel ersetzt. Der 1920 abgelieferte CFe 4/4 13 erhielt von Anfang an zwei Lyrabügel.
1952/1953 wurde die beiden Wagenkästen umfassend modernisiert und neu verblecht. Die sich unterhalb des Wagenkastens befindenden Längsträger wurden in die Verblechung einbezogen und verhalfen dem Triebwagen zu einem moderneren, weniger hochbeinigem Aussehen. Einer der beiden Lyrabügel wurde bei der Modernisierung entfernt, die Kontroller durch solche aus den Beständen der Verkehrsbetriebe der Stadt Zürich (VBZ) ausgetauscht. Die ursprünglich offenen Plattformen erhielten Leichtmetallseitentüren. Beim CFe 4/4 13 wurden zusätzlich die Führerstandsrückwände zu den nun geschlossenen Plattformen entfernt, um im Einmannbetrieb eine bessere Übersicht zu haben. 1956 erfolgte der Ersatz des verbliebenen Lyrabügels durch einen Scherenstromabnehmer.
2002 wurde der BDe 4/4 12 ausrangiert und abgebrochen. 2013 wurde der BDe 4/4 13 an das Bahnmuseum Kerzers-Kallnach abgegeben, wo er bei Kallnach auf dem stillgelegten Anschlussgleis zur Eisengiesserei Mezger abgestellt wurde, aber ansonsten keine Verwendung fand. 2017 wurde er an die Buckower Kleinbahn abgegeben.

### Anstrich
Der Anstrich war ursprünglich braun, nach der Modernisierung des Wagenkastens 1952/1953 schliesslich weinrot/beige. In den 1970er Jahren erhielten die beiden Triebwagen einen orange/weissen Anstrich. Dieser wurde zuletzt beim BDe 4/4 13 analog zum gestreiften Design des 1990 neu beschafften Be 4/4 14 angepasst. Seit 2020 hat er sein Aussehen aus den 1950er Jahren zurück. Das zuvor schon vorhandene schwarze Gummiprofil unterhalb des Fensterbandes ergänzt das Aussehen analog dem Farbschema der Buckower Triebwagen.

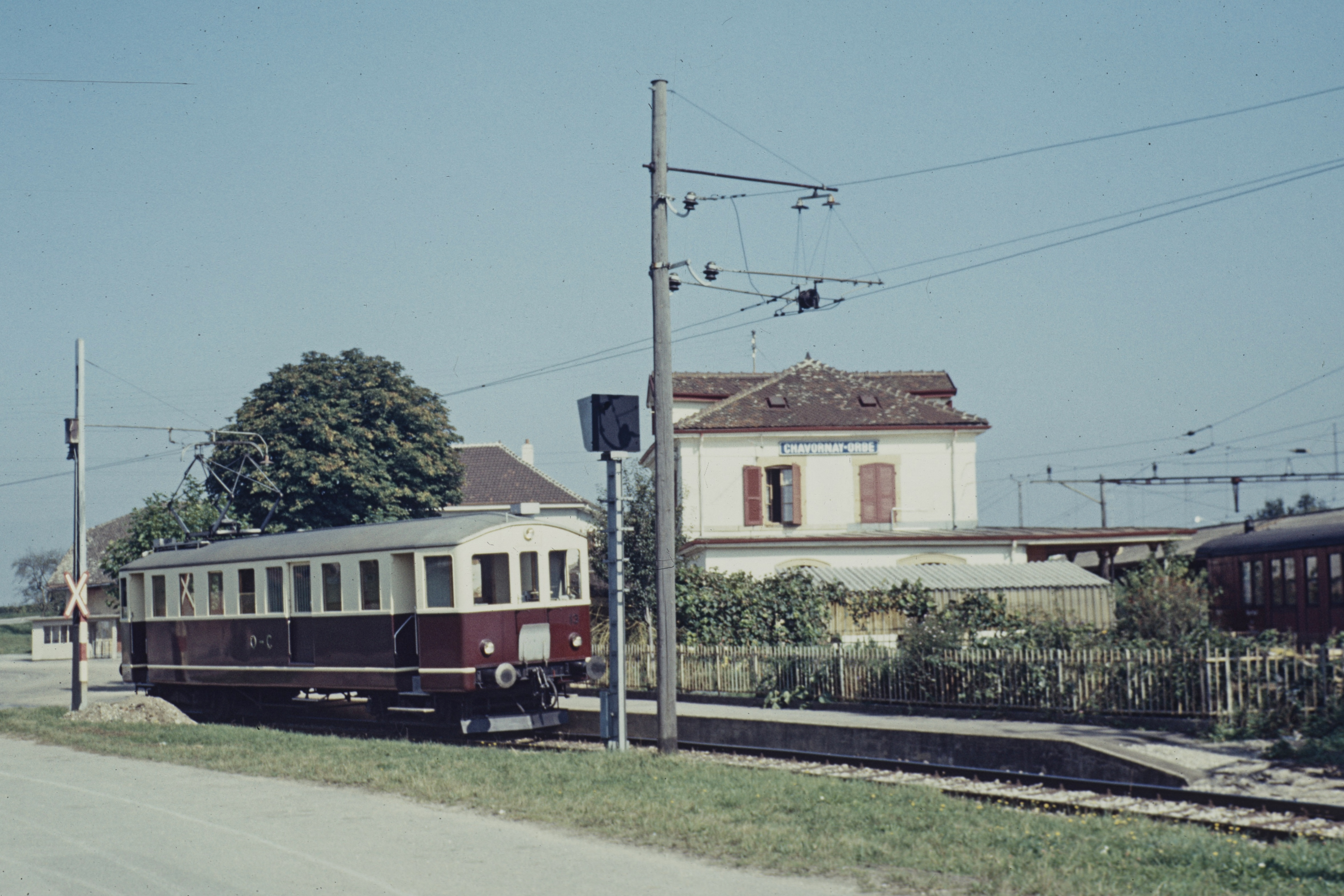
Weinrot/beiger BDe 4/4 13 in Chavornay, 1970
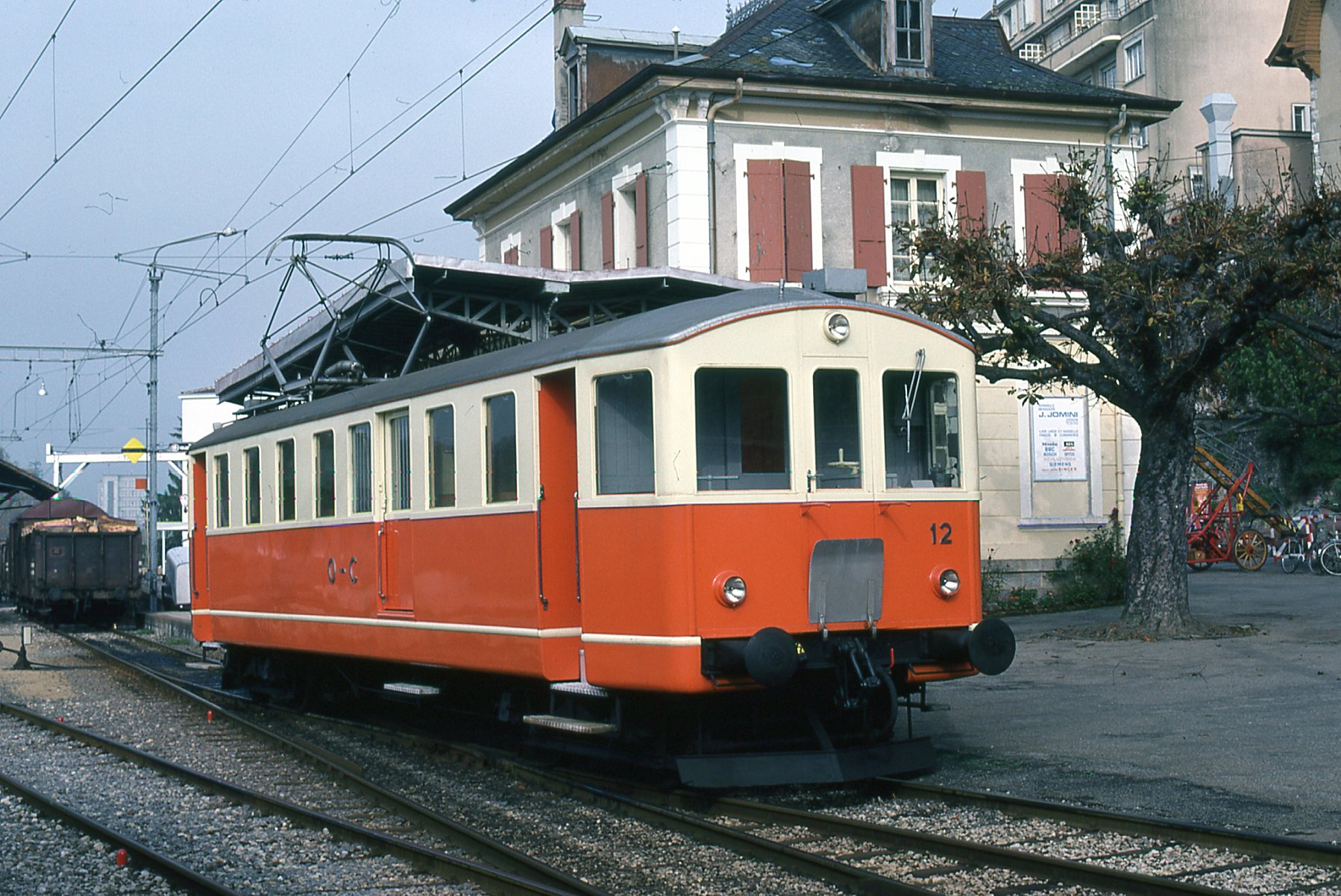
Orange/weisser BDe 4/4 12 in Orbe, 1980

### Besonderes
Die Höchstgeschwindigkeit betrug ursprünglich 35 km/h. Sie wurde in zwei Schritten erst auf 45 km/h, dann auf 50 km/h erhöht. Die Triebwagen hatten von Anfang an eine Handbremse und eine auf den Triebwagen, wie auch auf die angehängten Wagen, wirkende Druckluftbremse. Eine elektrische Widerstandsbremse hatten beide Fahrzeuge allerdings nicht. 
Die beiden Triebwagen waren in den Jahren vor der Ablieferung des Be 2/2 14 im Jahr 1990 eine Ausnahmeerscheinung in der Schweiz. Es waren die letzten Schienenfahrzeuge mit Holzkasten und Holzbänken die noch täglich im Einsatz waren. Sie besorgten zu diesem Zeitpunkt, abgesehen von einigen Reserve-Personenwagen, den Personenverkehr während 75 Jahren (BDe 4/4 12) beziehungsweise 70 Jahren (BDe 4/4 13) auf der Bahnstrecke Orbe–Chavornay weitgehend alleine.